# Джекман, Лоис
Лоис Джекман (позже Джекман-Лакс) (англ. Lois Jackman, 4 декабря 1937) — австралийская и науруанская легкоатлетка, выступавшая в метании диска и барьерном спринте. Участвовала в летних Олимпийских играх 1956 года. Двукратная чемпионка Тихоокеанских игр 1966 и 1969 годов.

## Биография
Лоис Джекман родилась 4 декабря 1937 года.
Выступала в лёгкой атлетике за австралийский клуб «Франкстон». В 1956—1958 годах выигрывала чемпионат Австралии в метании диска. В 1960 году завоевала серебряную медаль, в 1961 году — бронзовую.
В 1956—1966 годах представляла Австралию на международных соревнованиях.
В 1956 году вошла в состав сборной Австралии на летних Олимпийских играх в Мельбурне. В метании диска заняла 13-е место с результатом 40,84 метра, хотя в квалификации отправила снаряд на 42,21.
В 1958 году заняла 6-е место на Играх Содружества в Кардиффе.
После замужества выступала под фамилией Джекман-Лакс за Науру. Дважды представляла это государство на Южнотихоокеанских играх.
В 1966 году в Нумеа она выиграла метание диска (42,32) и завоевала серебро в беге на 80 метров с барьерами (12,88), уступив всего 2 сотых чемпионке Ширли Хеффернан из Фиджи.
В 1969 году в Порт-Морсби Джекман-Лакс вновь выиграла метание диска (41,42) и заняла 4-е место в беге на 80 метров с барьерами.

## Личный рекорд
Метание диска — 46,01 (1961)